# Verdi (ciclismo)
La Verdi è stata una squadra maschile italiana di ciclismo su strada. Attiva nel professionismo nel 1919, nella sua unica stagione di attività non ottenne vittorie ma prestigiosi piazzamenti, quali il quarto posto al Giro del Piemonte con Pietro Aymo, il sesto al Giro di Lombardia con Giovanni Roncon, l'ottavo alla Milano-Torino con Giuseppe Pifferi e il dodicesimo al Giro d'Italia con Costantino Costa.

## Palmarès

### Grandi Giri
- Giro d'Italia

Partecipazioni: 1 (1919) 
Vittorie di tappa:0
Vittorie finali: 0
Altre classifiche: 0
- Tour de France

Partecipazioni: 0
- Vuelta a España

Partecipazioni: 0

## Organico

### Rosa 1919
|  | Naz.              |  | Sportivo            |  |  |  |
|  | ----------------- |  | ------------------- |  |  |  |
|  | Italia (bandiera) |  | Augusto Albera      |  |  |  |
|  | Italia (bandiera) |  | Bartolomeo Aymo     |  |  |  |
|  | Italia (bandiera) |  | Pietro Aymo         |  |  |  |
|  | Italia (bandiera) |  | Francesco Cerutti   |  |  |  |
|  | Italia (bandiera) |  | Costantino Costa    |  |  |  |
|  | Italia (bandiera) |  | Carlo Durando       |  |  |  |
|  | Italia (bandiera) |  | Angelo Erba         |  |  |  |
|  | Italia (bandiera) |  | Marzio Germoni      |  |  |  |
|  | Italia (bandiera) |  | Carlo Giacchino     |  |  |  |
|  | Italia (bandiera) |  | Francesco Marchese  |  |  |  |
|  | Italia (bandiera) |  | Giovanni Marchese   |  |  |  |
|  | Italia (bandiera) |  | Giuseppe Pifferi    |  |  |  |
|  | Italia (bandiera) |  | Giovanni Roncon     |  |  |  |
|  | Italia (bandiera) |  | Giuseppe Santhià    |  |  |  |
|  | Italia (bandiera) |  | Domenico Schierano  |  |  |  |
|  | Italia (bandiera) |  | Leopoldo Torricelli |  |  |  |